# شهرستان اونو، گیفو

شهرستان اونو، گیفو (به ژاپنی: 大野郡 Ōno-gun) یکی از شهرستان‌های ژاپن است که در استان گیفو در ژاپن واقع شده است.